# 乐民里
乐民里始建于1941年，位于当时的天津英租界的科伦坡道（Colombo Road）（今和平区常德道），目前为一般保护等级历史风貌建筑。

## 建筑
乐民里为三层砖木结构联排式住宅，每户均设有独立院落，建筑外立面为硫缸砖清水墙，窗间墙装饰有横向水泥抹灰线条。建筑外檐窗上方出挑雨檐，水泥抹灰窗套。建筑整体简洁稳重。